# Ramal ferroviario Nueva Roma-Villa Iris-General Acha-Toay
El Ramal Nueva Roma - Villa Iris - General Acha - Toay (Ramal R-91)pertenece al Ferrocarril General Roca, Argentina.

## Ubicación
Se halla en las provincias de Buenos Aires y La Pampa. En Buenos Aires en los partidos de Tornquist y Puan, y en La Pampa en los departamentos Hucal, Guatraché, Utracán y Toay.
Tiene una extensión de 334 km entre el paraje Nueva Roma y la ciudad de Toay.

## Servicios
No presta servicios de pasajeros. Sus vías están concesionados a la empresa FerroExpreso Pampeano S.A. para transporte de cargas, solo en el tramo entre Villa Iris y Toay.
El tramo entre Nueva Roma y Villa Iris fue desafectado al tráfico de trenes y desmantelado entre 1957 y 1958.

## Historia
Fue construido entre 1891 y 1898 por la empresa de Ferrocarril Bahía Blanca al Noroeste. En 1904 se fusiona con el Ferrocarril Buenos Aires al Pacífico. En 1925 el Ferrocarril del Sud se hizo cargo de esta empresa. Durante las nacionalizaciones de 1948 pasó a formar parte del Ferrocarril General Roca.

## Imágenes

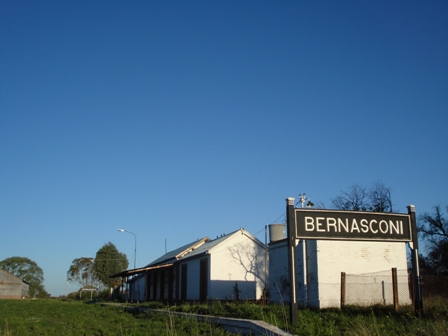
Estación Bernasconi
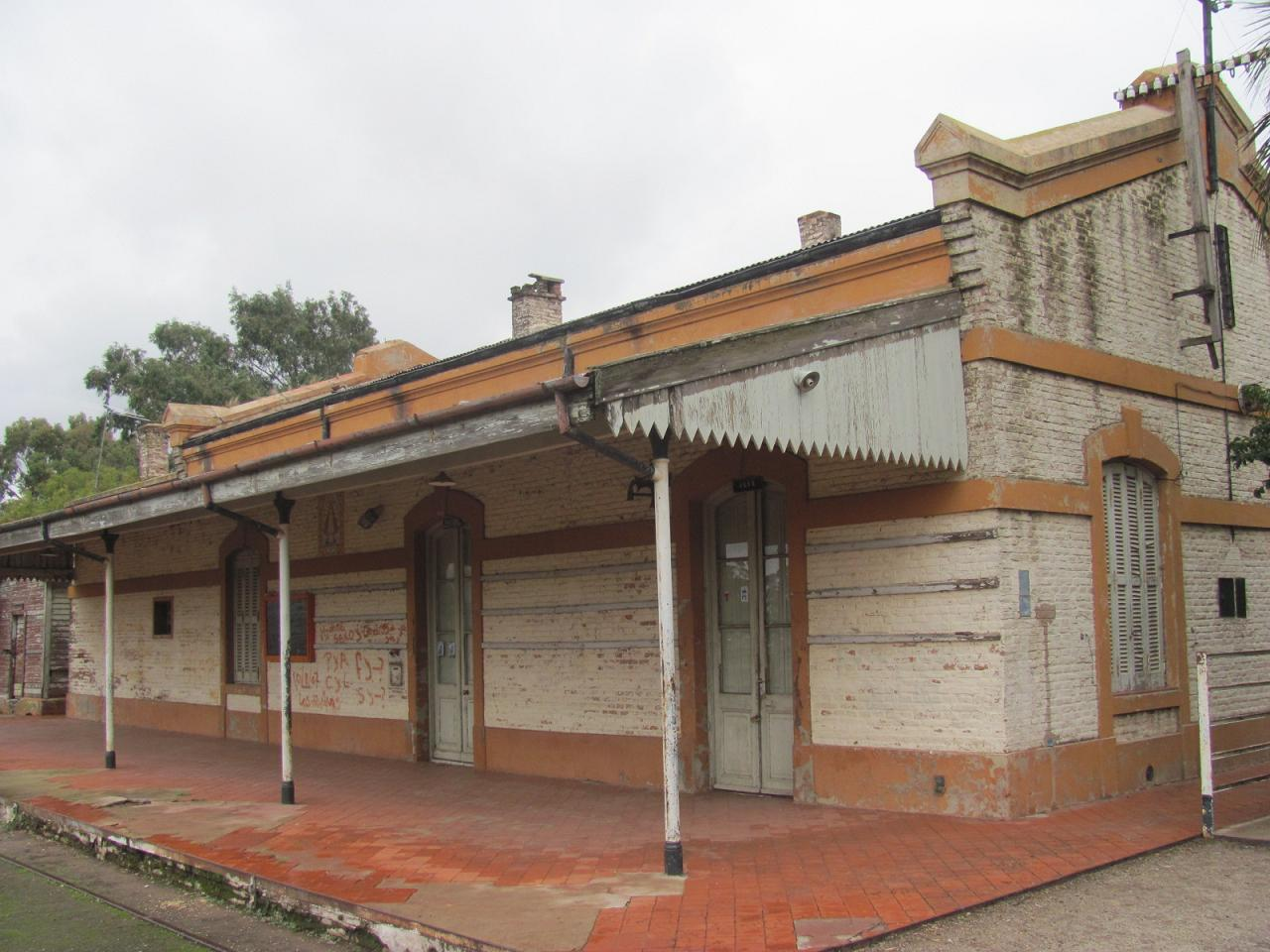
Estación Toay